# Chromatographie électrocinétique micellaire
 (avril 2016).
Si vous disposez d'ouvrages ou d'articles de référence ou si vous connaissez des sites web de qualité traitant du thème abordé ici, merci de compléter l'article en donnant les références utiles à sa vérifiabilité et en les liant à la section « Notes et références ».
La chromatographie capillaire électrocinétique micellaire, de l’anglais micellar electrokinetic capillary chromatography ou MEKC, est une technique de séparation utilisée en chimie analytique. 
Cette technique découle de l’électrophorèse capillaire, mais avec une concentration de surfactant un peu plus grande que la concentration micellaire critique, permettant la séparation de molécules hydrophobes non polaires. La phase mobile est une solution aqueuse utilisant un tampon basique et la phase semi-stationnaire est l’ensemble des micelles, généralement du SDS (laurylsulfate de sodium). Le tout est mis dans un capillaire avec une grande différence de potentiel aux extrémités pour provoquer un courant électroosmotique engendrant un déplacement des molécules différents pour chaque analyte, pour les séparer.

## Origine et développement
L'électrophorèse capillaire est de nos jours l’une des méthodes de séparation analytique qui peut s’effectuer rapidement, avec précision et de façon reproductible. Au cours des dernières années, l’intérêt pour cette technique a grandement augmenté, en partie grâce à l’automatisation du procédé qui permit l’amélioration de l’exécution de certaines séparations électrophorétiques complexes. Les analyses électrophorétiques capillaires font leur apparition  dans les années 1950, grâce à Hjerten qui utilisait l'électrophorèse en tube. Jorgenson et Lukacs utilisèrent en 1981 des capillaires de verre ouverts de diamètre interne de 75 mm, ce qui se rapproche de la véritable d’électrophorèse capillaire de zone.
L'électrophorèse capillaire définit un ensemble de techniques faisant appel à des capillaires étroits, soit un diamètre interne allant de 10  à   200 mm pour séparer des molécules de tailles variables. Ces techniques peuvent être utilisées pour séparer une large gamme de molécules complexes comme des protéines ou encore des solutés de tailles infimes comme des cations ou des anions inorganiques.
La technique de séparation de chromatographie capillaire électrocinétique micellaire a été emmenée en 1984 par Terabe S et al. et fut un développement majeur de l’électrophorèse capillaire. Cette technologie se base sur le partage d’un soluté entre une phase micellaire et la solution. Un complexe est formé avec l’analyte grâce à l’ajout d’une espèce chargée pouvant réagir avec les espèces neutres au tampon de séparation. Le nom de cette technique vient du fait que les micelles furent le premier additif utilisé pour cette technique. Étant à l’origine créée pour séparer les composés neutres n’ayant pas de mobilité électrophorétique, cette technique peut également être utilisée pour séparer des composés ayant des mobilités électrophorétiques voisines. L’une des caractéristiques les plus intéressantes de cette technique est que, dans des conditions optimales, le nombre de plateaux pour une petite molécule peut atteindre 100 000, permettant donc de séparer des composés n’ayant qu’une petite différence de sélectivité. Grâce au pouvoir solubilisant des micelles, des composés plus complexes peuvent également être solubilisés et directement injectés.

## Fonctionnement de la technique
Pour bien comprendre la chromatographie électrocinétique micellaire, il faut comprendre toutes ses composantes et analyser comment elles interagissent ensemble. Tout d’abord, une micelle, du grec mica, qui veut dire grains ou parcelles est une supra molécule dont la forme peut varier dépendamment de sa concentration dans l’eau. Si la concentration est beaucoup plus élevée que la concentration micellaire critique (CMC), la molécule sera de forme plus aplatie. Dans le cas de la MEKC, les micelles sont sphériques puisque la concentration est légèrement plus grande que la CMC, créant ainsi un équilibre entre les micelles et les monomères. Elles sont composées d’un agrégat de chaines à tête polaire et à queue non-polaire, soit des monomères. Les queues non-polaires sont de longues chaines d’alkyles, donc hydrophobes et se retrouvent à l’intérieur de la sphère sous forme liquide. La tête polaire peut aussi être chargée sous forme de sel ; sa composition est très variable, mais reste hydrophile.
Les micelles généralement utilisées lors d’une MEKC sont à base de SDS, donc ayant surface chargée négativement par les groupes sulfates. Ces supra molécules sont présentes dans la matrice dans une solution aqueuse et forment la phase stationnaire, dite ici semi-stationnaire puisque même si ces molécules retiennent l’analyte, elles peuvent quand même se déplacer.
Ensuite, la phase mobile est composée d’une solution tampon alcaline, créant un flux électroosmotique fort pour permettre un bon déplacement des analytes qui sont moins retenus par la phase semi-stationnaire. En appliquant une haute différence de potentiel aux extrémités de la colonne, les molécules chargées positivement vont se déplacer vers la cathode et les molécules chargées négativement iront vers l’anode. De cette façon, les micelles auront tendance à aller vers l’anode, dans le sens contraire du flux électroosmotique, mais puisque le mouvement de la phase mobile est beaucoup plus fort, elles iront vers la cathode avec une mobilité apparente très lente. Par contre, si le tampon est acide, alors le flux électroosmotique ne sera pas assez fort pour contrer le mouvement des micelles, donc celles-ci ne rejoindront pas le détecteur.
La séparation des analytes dépend d'une combinaison de facteurs : le rapport charge/masse, l'hydrophobicité et les interactions de charge à la surface des micelles. Ainsi, les analytes ioniques chargés positivement iront rapidement vers la cathode et seront détectés en premier avec la même vitesse uO que le flux électroosmotique, donc au temps tM, les analytes ioniques chargés négativement ne seront pas détectés, et les analytes qui sont très solubles dans les micelles, donc hydrophobes, se déplaceront à la même vitesse que le mouvement életrophorétique des micelles uC et seront détectés à la fin du temps de migration tc. Évidemment, dépendamment de la masse des molécules, les plus massiques sortiront moins rapidement que les moins massiques et les particules qui ne sont pas complètement solubles dans les micelles sortiront plus rapidement que les particules complètement hydrophobes, créant ainsi un éventail de possibilités et de temps de détection, ce qui est à la base de la MEKC.

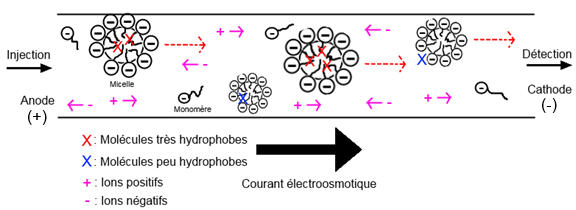
Figure 1 : Schéma d’une chromatographie capillaire électrocinétique micellaire

## Montage et matériel
Le montage de la chromatographie capillaire électrocinétique micellaire est assez simple. Il est identique à celui de l’électrophorèse capillaire, soit, si on le réduit à sa forme la plus simple, deux contenants qui contiendront d’une part l’échantillon de départ, pour le contenant initial, et d’autre part la solution tampon pour faire migrer les analytes. La solution devra contenir une espèce chargée, soit les micelles, afin de pouvoir faire migrer les espèces neutres. L’échantillon migre par un capillaire de diamètre interne pouvant varier entre 10 et 200 mm entre les deux contenants, le contenant initial ou se retrouve les analytes à séparer de l’échantillon et le contenant final. 
Finalement, une anode reliée au pôle positif d’une source haute tension pouvant aller entre 0 et 30 kV sera placée dans le contenant initial, et une cathode reliée à la borne négative du générateur sera placée dans le contenant final. Un système de détection est généralement présent à l’intérieur du capillaire. La méthode la plus courante est le détecteur par UV-Vis soit la détection par ultraviolet-visible qui consiste à soumettre les molécules à analyser à des rayons dont la longueur d’onde peut varier entre 200 et 1 400 nm selon le détecteur utilisé, et selon que l’on utilise l’ultraviolet, soit de 200 à 400 nm, le visible, de 400 à 750 nm ou encore le proche infrarouge qui est de 750 à 1 400 nm. On peut ainsi étudier l’absorbance de ces molécules. Il existe cependant d’autres méthodes avec des modules à l’extérieur du capillaire. La détection par fluorescence est plus sensible pour certaines molécules puisqu’elle fait appel à la fluorescence naturelle des molécules ou aux molécules chimiquement modifiées pour être fluorescentes de sorte que seules certaines molécules sont ainsi détectées.

## Application
La phase mobile utilisée en chromatographie électrocinétique micellaire est un tampon, plus généralement composé d’un amphotère, de son acide conjugué et de sa base conjugué. Cela permet à la matrice de se déplacer grâce aux charges présentes et au courant induit dans le système par la source haute tension. Les analytes sont les espèces ioniques, puisque le courant les fait migrer vers le détecteur, ainsi que les analytes neutres, la différence la plus importante entre cette technique et l’électrophorèse capillaire, grâce aux micelles chargées qui peuvent se liés aux analytes neutres et ainsi les faire migrer vers le détecteur.
Plusieurs études récentes prouvent que l’on peut utiliser la MEKC dans le but de séparer des pesticides non chargés, des acides aminés, des hydrocarbures et des alcools. De plus, cette technique est de plus en plus utilisée dans le domaine médical pour analyser un grand nombre de drogues très rapidement. Malheureusement, elle ne peut être utilisée pour séparer des protéines puisque celles-ci ont tendance à être trop grandes pour entrer dans les micelles. Elles forment donc des complexes avec les monomères.

## Avantages
Cette technique possède un avantage majeur sur les autres techniques du même genre. Comme les autres techniques dérivées de l’électrophorèse capillaire, elle peut faire migrer les espèces anioniques et cationiques, grâce au champ électrique induit qui fait déplacer les molécules chargées en direction du détecteur. Cependant, elle a aussi la propriété de faire migrer les espèces neutres, ne possédant donc pas de charges, grâce aux micelles. Ces espèces ne devraient pas se déplacer, n’étant pas affectées par le courant se déplaçant dans la  solution. Les micelles vont toutefois pouvoir se lier à ces molécules neutres et, grâce à la charge présente sur les micelles, elles vont également se déplacer et être traitées par le détecteur. De plus, des tensioactifs non ioniques ou amphotères peuvent être utilisés pour séparer des composés chargés ayant des mobilités électrophorétiques voisines tels que des isotopes. Cela permet de séparer avec davantage de précision ces molécules. Finalement, grâce au pouvoir solubilisant des micelles, des matrices très complexes telles que l’urée ou le plasma peuvent être directement injectés dans les capillaires et traités.